# Сулакаури, Арчил Самсонович
Арчил Самсонович Сулакаури (груз. არჩილ სამსონის ძე სულაკაური) (28 декабря 1927, Тифлис, ЗСФСР, СССР — 26 октября 1997) — советский и грузинский поэт, прозаик и сценарист. Лауреат Государственной премии Грузинской ССР имени Шота Руставели (1971) и Государственной премии Грузии в области литературы, искусства и архитектуры (1996).

## Биография
Родился 28 декабря 1927 года в Тифлисе в семье сценариста Самсона Сулакаури. В 1946 году поступил на филологический факультет Тбилисского государственного университета, который он окончил в 1951 году. Начиная с 1945 года начал свою литературную деятельность, а начиная с 1958 года стал писать сценарии для кинематографа, всего было экранизировано 14 его сценариев. Его книги были переведены на языки народов СССР, в т.ч и на русский.
Скончался 26 октября 1997 года.

## Фильмография

### Сценарист
- 1958 — Две семьи (совместно со своим отцом и Давидом Канделаки)
- 1961 — Под одним небом (по своему роману)
- 1964 — 
  - Закон гор (оригинальный текст — Александр Казбеги)
  - Летние рассказы (новелла Мальчик и собака) (по своему роману)
- 1968 —
  - Бомбора
  - Тревога
- 1970 — Старые мельницы (по своей повести)
- 1973 — Бомбора начинает учиться
- 1975 — Приключения Саламуры (по своему рассказу; начало)
- 1976 — Приключения Саламуры 2 (продолжение рассказа)
- 1977 — Приключения Саламуры 3 (окончание рассказа)
- 1979 — 
  - Ёж
  - Приключения Саламуры (полнометражное дополнение к трилогии)
- 1981 — Старый машинист (по своему сюжету)